# Franscitronbi
Franscitronbi, Hylaeus difformis, är ett bi som är medlem av familjen korttungebin och släktet citronbin.

## Beskrivning
Ett litet bi, honan är 7 till 8 mm lång, hanen 6,5 till 7,5 mm. Arten har övervägande svart kropp. Ansiktet har blekgula, trekantiga sidofläckar hos honan, hanen har dessutom clypeus (munskölden) gul, sällan dessutom nederdelen av pannan. Blekgula markeringar finns också på bakskenbenen och hos hanen även på bakfötterna. Biet har fått sitt svenska namn av de täta, kraftiga, vita hårfransar som hos honan avslutar tergit ett till fyra och ger bakkroppen ett tvärrandigt intryck. Hanen har endast mindre hårfransar på sidorna av den första tergiten.

## Ekologi
Habitatet utgörs av skogsbryn, lertag och dynområden i inlandet. I Skandinavien kan den även påträffas i gamla hus med vasstak. I Alperna kan den nå upp till 1 100 m.
Arten är polylektisk, den flyger till blommande växter från många olika familjer, som korgblommiga växter, flockblommiga växter, strävbladiga växter, korsblommiga växter, klockväxter, fetbladsväxter, kransblommiga växter, liljeväxter och rosväxter. Flygtiden varar från sent i juni till början av augusti.
Larvbona anläggs på solbelysta platser i kraftigare växtstänglar, gamla borrhål från trälevande insekter, vass- och bamburör, bihotell eller i vertikala ytor av lössjord.

## Utbredning
Utbredningsområdet omfattar en stor del av det europeiska fastlandet från Iberiska halvön och Belgien i väster till Kaukasus i öster, och från Balkan i söder till Skandinavien i norr. Den finns även i Östasien och Nordafrika.
I Sverige har arten gått tillbaka, troligtvs på grund av igenväxning av de vedrika skogsbrynsmiljöer där den tidigare levde. En annan orsak är sannolikt det gamla jordbrukslandskapets omvandling, som gjort att bobiotoper som dött trä och gamla timmerhus minskat. Den finns numera endast i östra Svealand, östra Östergötland, Öland och östligaste Småland. I Finland saknas arten helt.
Arten är rödlistad som sårbar ("VU") i Sverige.